# 刘筠 (生理学家)
刘筠（1929年11月17日—2015年1月21日），男，湖南武冈人，中国鱼类生理学家、鱼类繁殖和育种专家，第六、七、八届全国政协委员。曾任湖南师范大学副校长、湖南省科协原副主席等职。
长期从事鱼类及水生经济作物的生殖生理和人工繁殖及育种的研究，曾获国家科技进步二等奖，国家发明三等奖，湖南省首届科学技术杰出贡献奖。

## 生平
1948年考入国立师范学院读书，1953年毕业分配到湖南师范学院生物系。1983年加入中国共产党。1995年当选中国工程院农业学部院士。
2015年1月21日凌晨5时7分在长沙逝世，享年86岁。

## 家庭
儿子刘少军，鱼类发育生物学专家、中国工程院院士。